# Triouleyres
Triouleyres war eine französische Automarke.

## Unternehmensgeschichte
Die Aktiengesellschaft Compagnie Générale des Automobiles aus Paris wurde im Dezember 1895 gegründet begann 1896 mit der Produktion von Automobilen, die als Triouleyres vermarktet wurden. Direktor war G. Valentin. Das Startkapital betrug zunächst 60.000 francs und wurde nach einem Jahr auf 100.000 francs erhöht. Das Unternehmen beschäftigte sich mit Benzin- und Dampfmotoren und fokussierte sich eher auf gebrauchsfähige Fahrzeuge als auf Geschwindigkeitsrekorde.
1898 endete die Produktion.

## Fahrzeuge

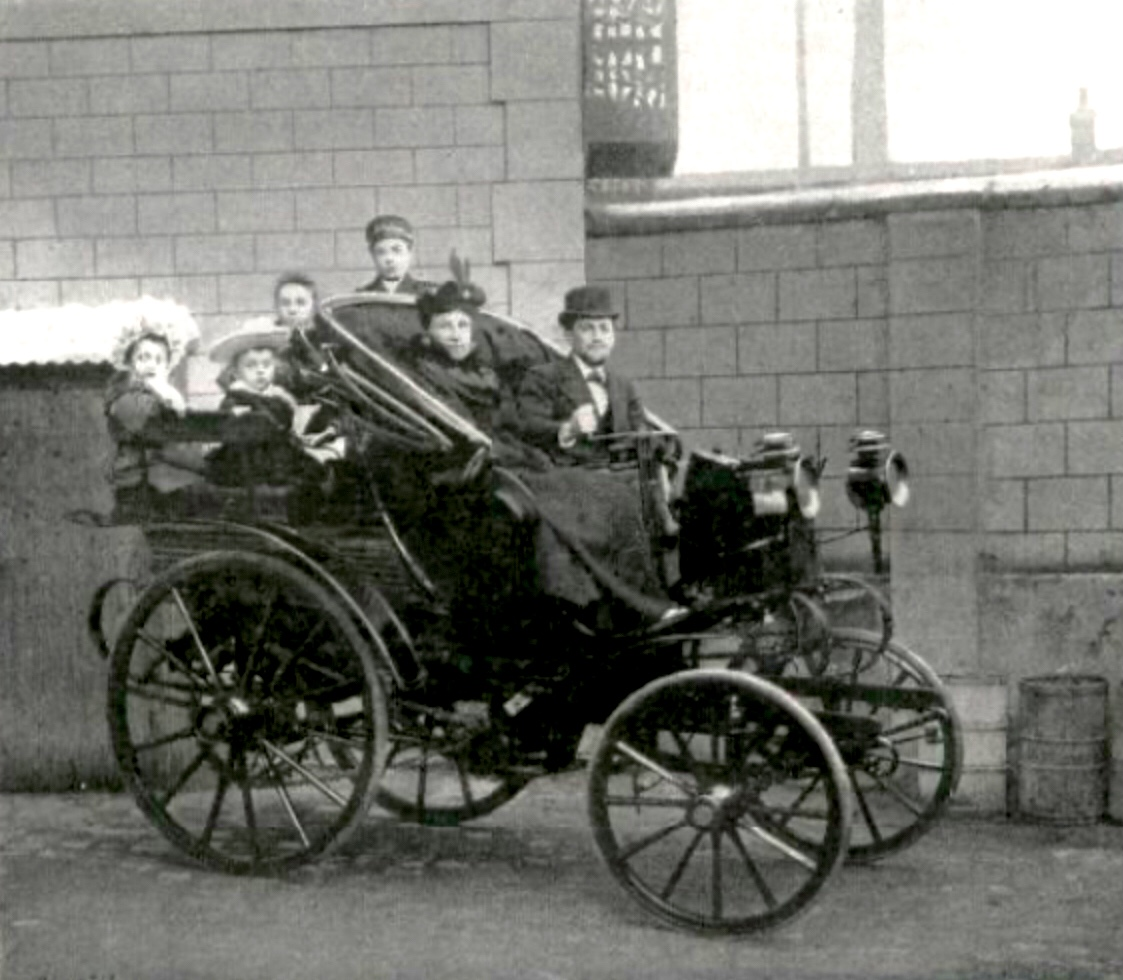
Triouleyres Wagonnette von 1898

Die ersten Modelle ähnelten den damaligen Modellen von Benz. Der Motor war ein von Benz gelieferter wassergekühlter Einzylindermotor mit 4,5 bis 5 PS Leistung und war im Heck montiert. Das Riemengetriebe hatte zwei Gänge. Die offenen Karosserien boten wahlweise Platz für zwei (Duc) oder sechs Personen (Wagonnette). Einige Fahrzeuge nahmen 1896 an den Autorennen Paris–Nantes–Paris und Paris–Marseille–Paris teil; am letzteren der Direktor G. Valentin (Triouleyres Wagonnette, #24) und Fahrer Estève (Triouleyres Duc, #25).

1898 entwickelte die Compagnie Générale des Automobiles ein Fahrzeug mit Victoria-Karosserie und vis-à-vis-Sitzanordnung sowie mit 6 PS-Zweizylindermotor.

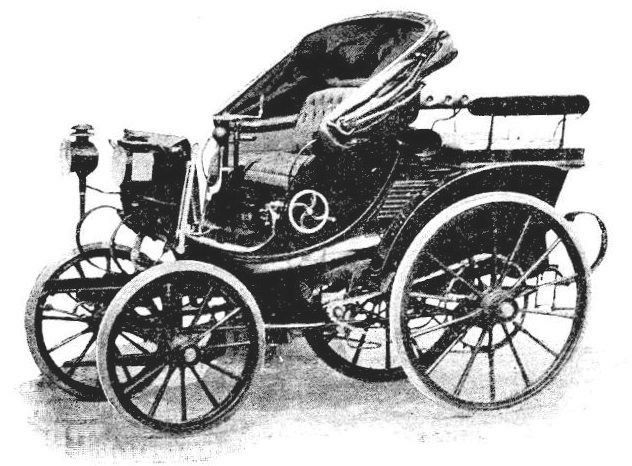
Triouleyres Wagonnette 4.5 CV (1896)
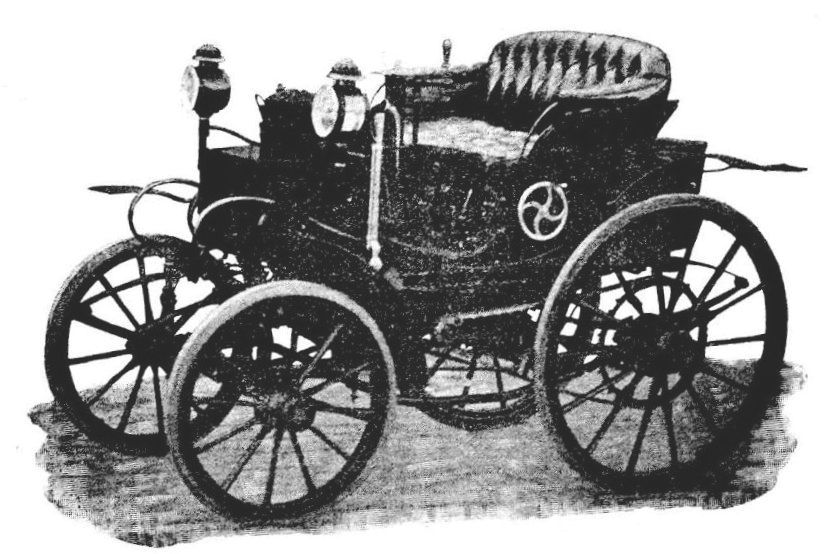
Triouleyres Duc 4.5 CV (1896)
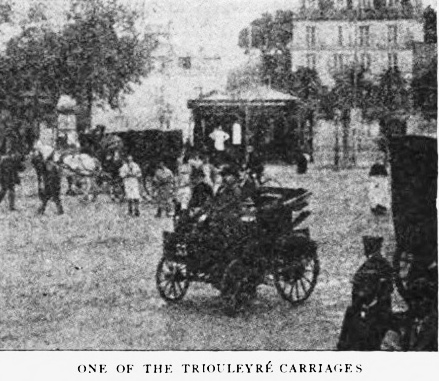
Estève auf Triouleyres Duc 4.5 CV (1896 Paris-Marseille-Paris)
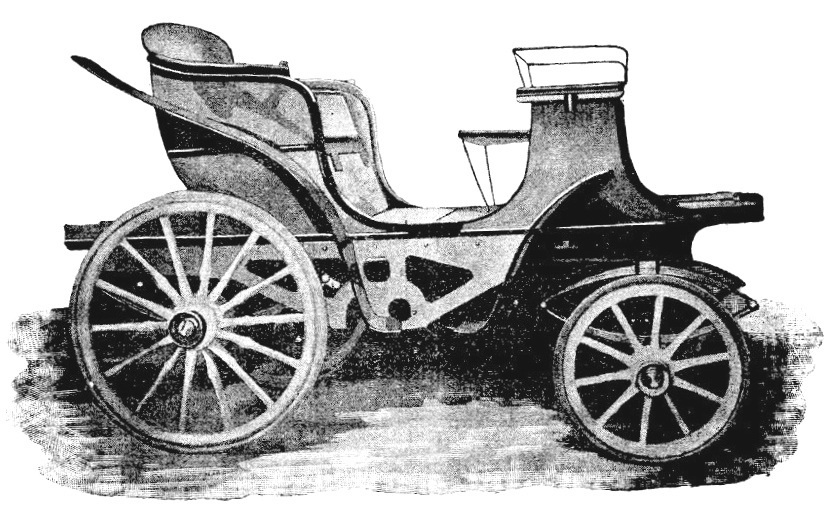
Triouleyres Victoria 6 CV (1898)